# 蘇謝山
46°46′21″N 6°27′59″E / 46.77250°N 6.46639°E

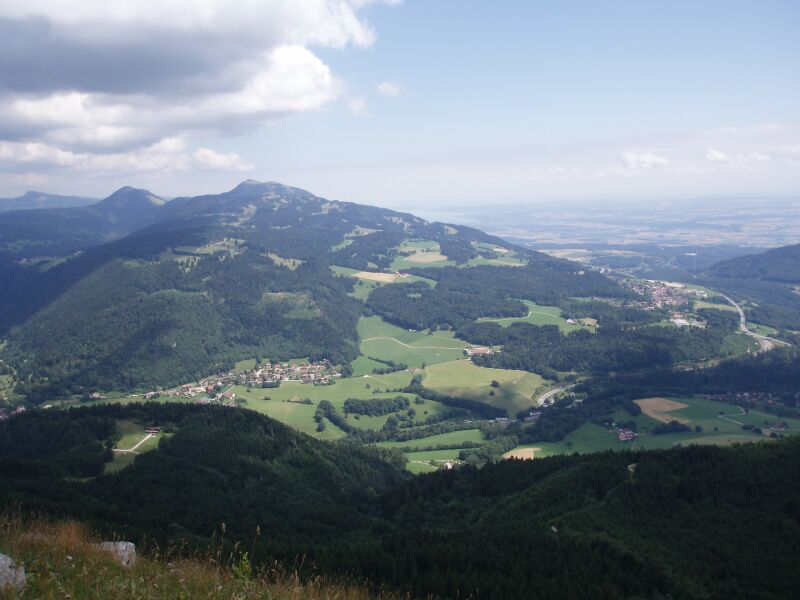

蘇謝山（Suchet），是瑞士的山峰，位於該國西部，由沃州負責管轄，屬於汝拉山的一部分，距離勒沙塞龍山10公里，處於伊韋爾東以西13公里，海拔高度1,588米。==參考資料==